# Сент-Меріс (острів)
Сент-Мерріс (англ. St Mary's) — острів в архіпелазі островів Сіллі, Велика Британія. Найбільший і найзаселеніший островів архіпелагу омивається Кельтським морем.

## Географія

Сент-Меррі є одним з п'яти населених островів архіпелагу Сіллі, адміністративно належить до церемоніального графства Корнволл. 
Площа острова становить 6,29 км². 
На острові є десять населених пунктів: Пелісті (Pelistry), Потло (Porthloo), Олд Таун (Old Town), Треновез (Trenoweth), Голі Вейл (Holy Vale), Мейпол (Maypole), Номенди (Normandy), Лонґстон (Longstone), Рокі Гілл (Rocky Hill) і Телеграф (Telegraph).
На острові знаходиться єдиний аеропорт на островах Сіллі — аеропорт Сент-Меррі.

## Населення
Станом на 2011 рік населення острова становить 1723 осіб, з яких 1097 мешкає у містеску Г'ю-Таун, адміністративному центрі острова. 
Населення острова зайняте, зазвичай, у сфері туризму, вирощуванні квітів.  
Населення за роками

## Світлини

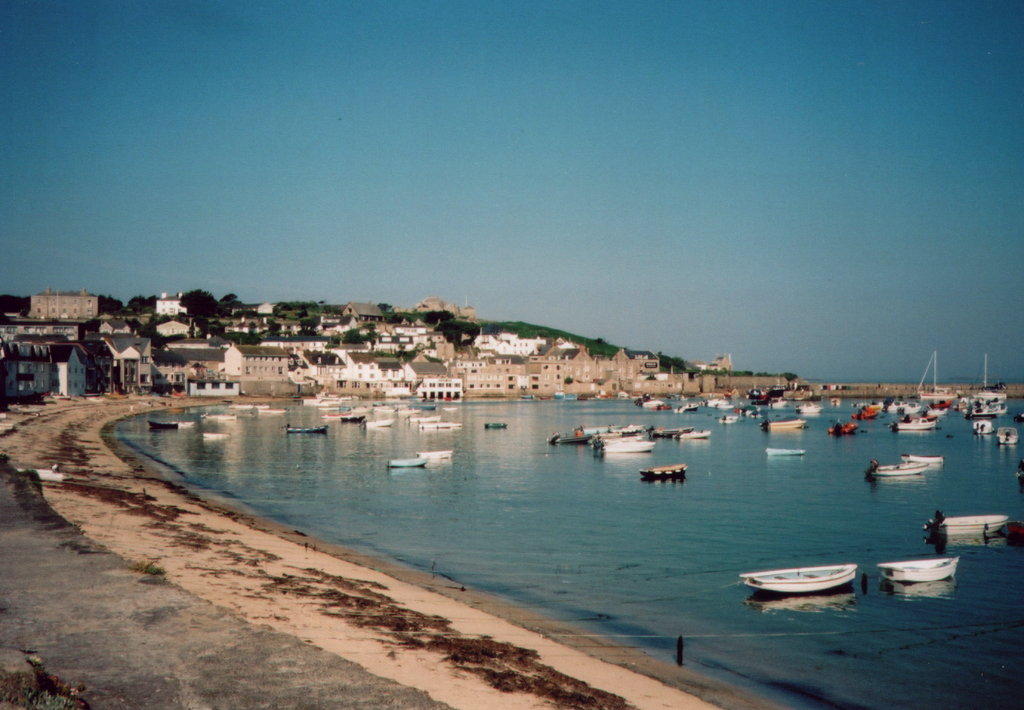
Г'ю-Таун
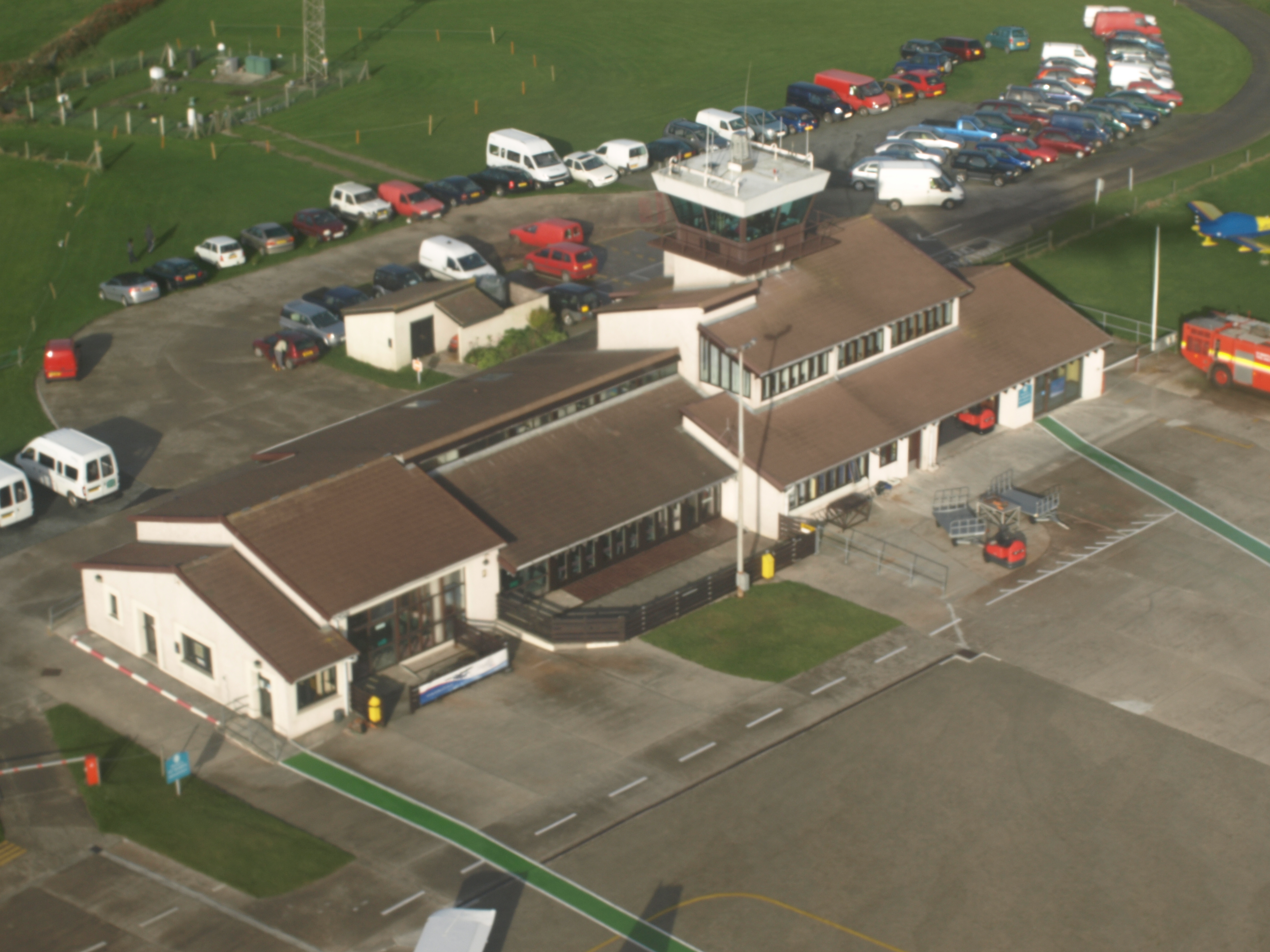
Летовище
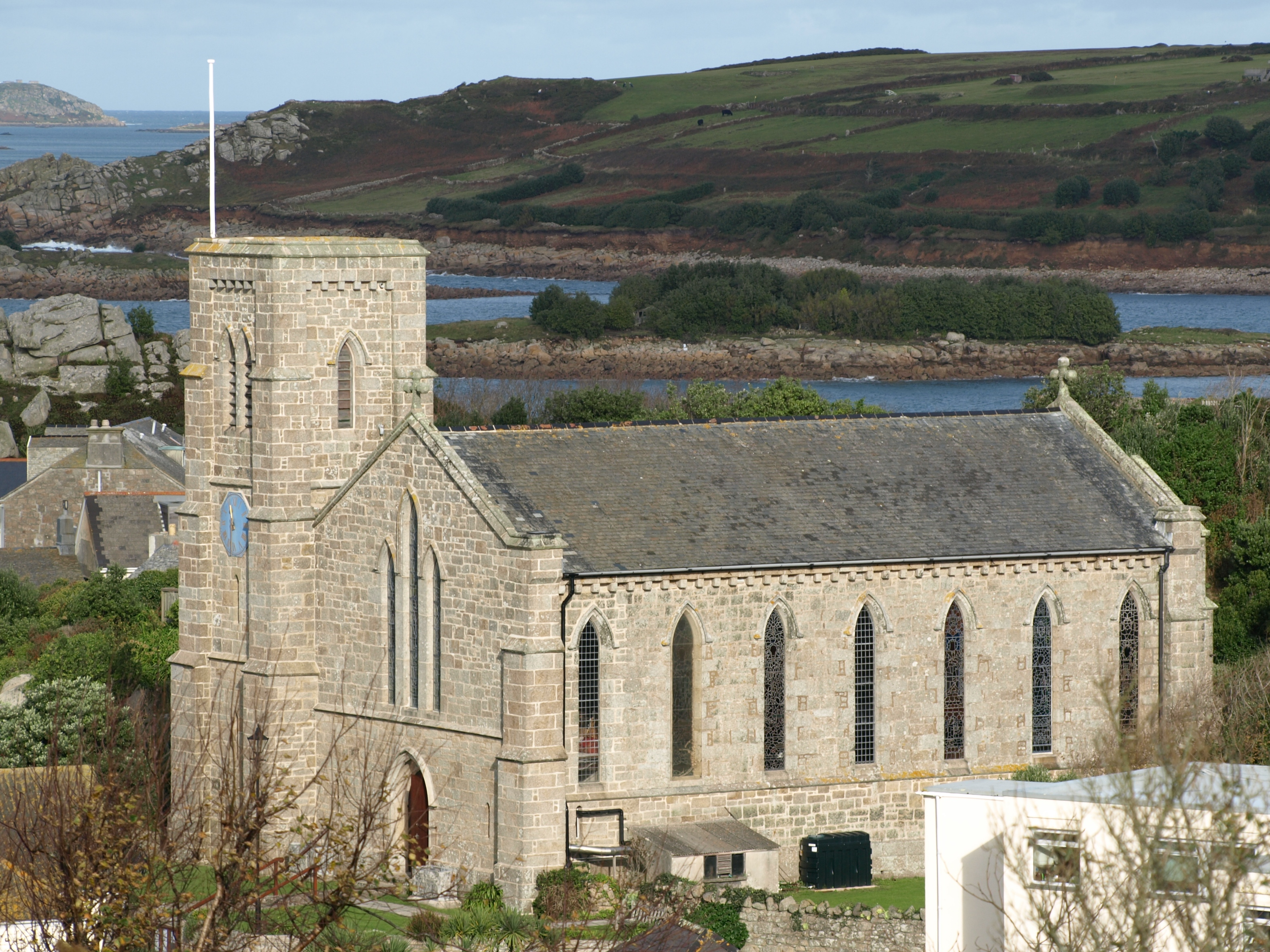
Нова церква
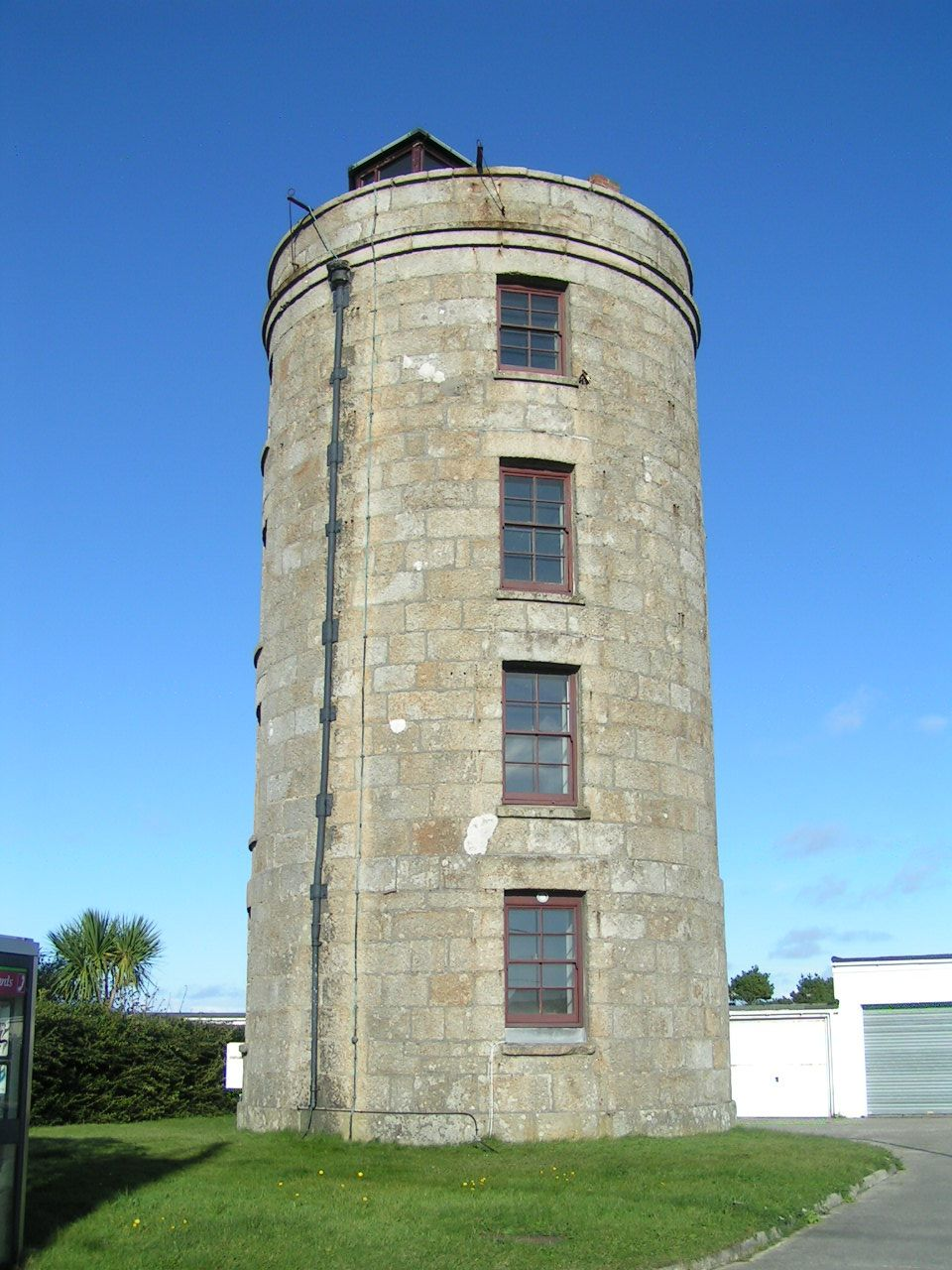
Телеграфна вежа
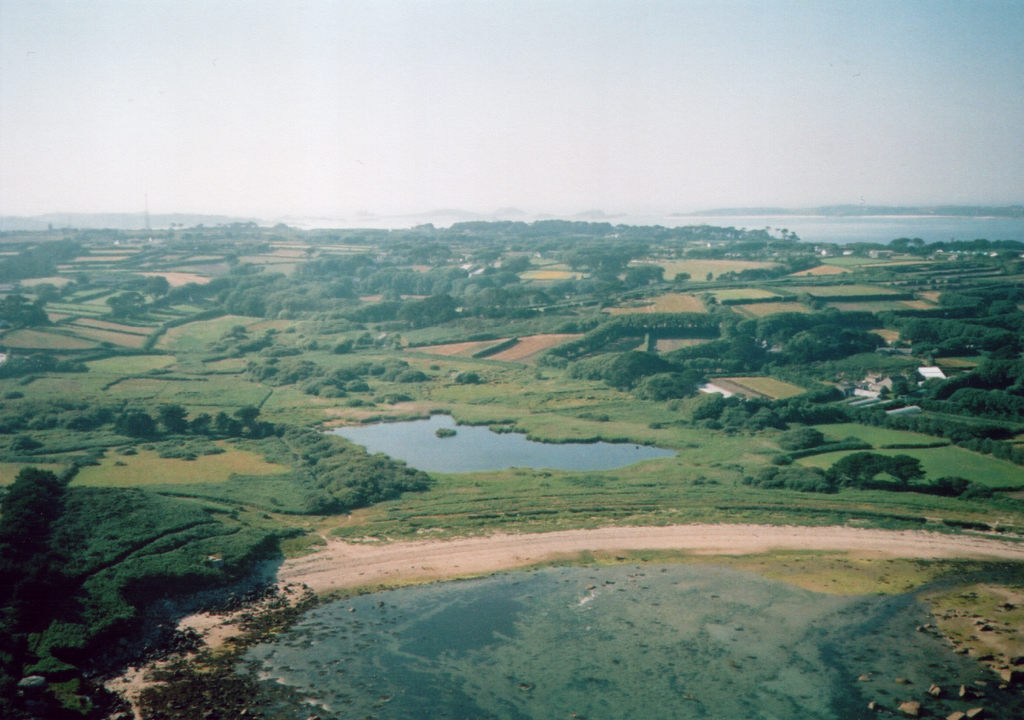
Острів Сент-Меррі, вид з повітря